# Coppa del Generalissimo 1946 (hockey su pista)
La Coppa del Generalissimo 1946 è stata la 3ª edizione della principale coppa nazionale spagnola di hockey su pista. Il torneo ha avuto luogo dal 2 al 5 maggio 1946.
Il trofeo è stato vinto dal Reus Ploms per la prima volta nella sua storia superando in finale l'Espanyol.

## Squadre qualificate
- Delicias
- Espanyol
- Girona
- Iris

- Liceo Monelos
- Reus Ploms
- Sabadell
- SEU Valencia

## Risultati

### Quarti di finale
| Squadra 1     | Risultato | Squadra 2     |
| ------------- | --------- | ------------- |
| 2 maggio 1946 |           |               |
| Espanyol      | 7 - 3     | Iris          |
| Sabadell      | 4 - 2     | Delicias      |
| 3 maggio 1946 |           |               |
| Reus Ploms    | 14 - 2    | Liceo Monelos |
| Girona        | 18 - 4    | SEU Valencia  |

### Semifinali
| Squadra 1     | Risultato | Squadra 2 |
| ------------- | --------- | --------- |
| 4 maggio 1945 |           |           |
| Reus Ploms    | 7 - 4     | Sabadell  |
| Espanyol      | 10 - 2    | Girona    |

### Finale
| Girona 5 maggio 1946 | Reus Ploms | 6 – 3 (d.t.s.) | Espanyol |  |